# Boeing Condor
Die Boeing Condor ist eine unbemannte Aufklärungsdrohne, die als fliegendes Labor für Fernaufklärung diente. Sie hat eine Flügelspannweite von 200 Fuß (60,96 m), mehr als eine Boeing B-52 oder Boeing 747. Angetrieben von zwei 175 hp (130,5 kW) starken, wassergekühlten, doppelt aufgeladenen Sechszylinder-Boxermotoren Continental TSOL-300-2 erreichte sie eine Höchstgeschwindigkeit von 230 mph (370 km/h) und konnte 80 Stunden in der Luft bleiben, ohne aufzutanken.
Ursprünglich war die Boeing Condor sowohl für militärische als auch für kommerzielle Zwecke entwickelt worden, fand jedoch keine Interessenten. Aufgrund seiner bloßen Größe, relativ langsamen Geschwindigkeit und der nicht vorhandenen Tarnung war sie für militärische Operationen ungeeignet. Das Potenzial für den Einsatz für Wetterüberwachung und Atmosphärenforschung war zwar vorhanden, jedoch war das System für zivile Behörden zu teuer.
Der Rumpf und die Flügel der Boeing Condor bestehen zum Großteil aus kohlenstofffaserverstärktem Kunststoff, der eine sehr niedrige Radar- und Hitzesignatur hat. Trotzdem war die Boeing Condor keine Tarnkappendrohne, und Boeing wies selbst auf diesen Mangel hin. Diese Eigenschaft machte zusammen mit ihrer Größe und der niedrigen Geschwindigkeit die Boeing Condor zu verletzlich für militärische Operationen.
Die Boeing Condor konnte autonom starten, eine Mission fliegen und landen. Sie wurde von einem Bordcomputer gesteuert, der via Satellit mit den bodengestützten Computern kommunizierte. So konnten alle Facetten der Missionen kontrolliert werden.
1989 setzte die Boeing Condor den Höhen-Weltrekord für kolbenmotorgetriebene Flugzeuge auf 66.980 Fuß (20.416 m) und war das erste Flugzeug, das einen Flug vom Abheben bis zur Landung komplett automatisiert durchführte.
Während der Erprobung zeichnete die Boeing Condor über 300 Stunden Missionsflüge über dem Moses Lake, Washington auf. Der Prototyp ist im Hiller Aviation Museum in San Mateo, Kalifornien ausgestellt.

## Technische Daten

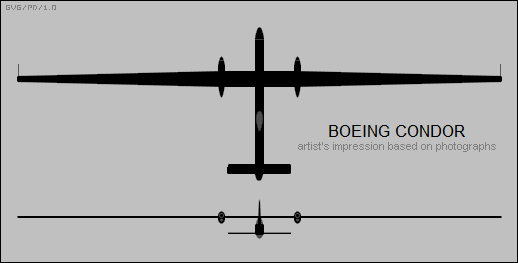
Zweiseitenriss der Boeing Condor

| Kenngröße             | Daten                                 |
| --------------------- | ------------------------------------- |
| Besatzung             | –                                     |
| Länge                 | 16,59 m                               |
| Spannweite            | 59,16 m                               |
| Höhe                  |                                       |
| Flügelfläche          |                                       |
| Flügelstreckung       |                                       |
| Leermasse             | 3.600 kg                              |
| Gesamtmasse           | 9.100 kg                              |
| Höchstgeschwindigkeit | 370 km/h                              |
| Steigrate             | 10,2 m/s                              |
| Dienstgipfelhöhe      | 20.500 m                              |
| Flugdauer             | 80 h                                  |
| Triebwerke            | 2 × Continental TSOL-300-2, je 130 kW |